# Paracrias gymnopterus
Paracrias gymnopterus är en stekelart som beskrevs av Christer Hansson 2002. Paracrias gymnopterus ingår i släktet Paracrias och familjen finglanssteklar.
Artens utbredningsområde är:
- Belize.
- Costa Rica.

Inga underarter finns listade i Catalogue of Life.